# Gorni Krai, Veliko Tărnovo
Gorni Krai (în bulgară Горни Край) este un sat în comuna Elena, regiunea Veliko Tărnovo,  Bulgaria. 

## Demografie
Componența etnică a satului Gorni Krai
     Bulgari (93,33%)
     Nicio identificare (6,66%)
     Altele (0%)
La recensământul din 2011, populația satului Gorni Krai era de 15 locuitori. Din punct de vedere etnic, majoritatea locuitorilor (93,33%) erau bulgari. Pentru 6,66% din locuitori nu este cunoscută apartenența etnică.